# Stokopani, Henicesk
Stokopani (în ucraineană Стокопані) este localitatea de reședință a comunei Stokopani din raionul Henicesk, regiunea Herson, Ucraina.

## Demografie
Componența lingvistică a localității Stokopani
     Ucraineană (88,95%)
     Rusă (10,39%)
     Alte limbi (0,27%)
Conform recensământului din 2001, majoritatea populației localității Stokopani era vorbitoare de ucraineană (88,95%), existând în minoritate și vorbitori de rusă (10,39%).